# Siriella similis
Siriella similis är en kräftdjursart som beskrevs av Voldemar Czerniavsky 1887. Siriella similis ingår i släktet Siriella och familjen Mysidae. Inga underarter finns listade i Catalogue of Life.